# 乌佐酒
乌佐酒（希臘語：ούζο, IPA：[ˈuzo]）是一种茴香味的开胃酒，是茴香酒的一种，也被人分为茴香味力娇酒。乌佐酒在希腊和塞浦路斯十分热销，是希腊文化的象征。

## 历史
Ouzo是由tsipouro酒（一种希腊的渣釀白蘭地）演化而来的。据说tsipouro是14世纪一群生活在阿索斯山寺院的僧侣们的最爱。
乌佐酒名称的起源是有争议的。一种流行的推测是从意大利语“uso Massalia”得来的。19世纪蒂尔纳沃斯出口蚕茧到马赛，为了区别他们精良的产品，出口商们在蚕茧上印上意大利语“uso Massalia”，意思是“专供马赛”。奥斯曼的一位希腊领事馆医师Anastas（Anastasios）造访蒂尔纳沃斯，并被邀请品尝当地的tsipouro酒。当他品尝之后，医师惊叹其味道纯正品质优良，于是脱口而出“uso Massalia”。于是这个故事迅速传开，而乌佐酒的名字（Ouzo）也慢慢被熟知。
另一个传输，乌佐酒的名字是从土耳其语中的葡萄——üzüm演化而来的。
以莱斯博斯岛为中心，现代乌佐酒产业是在19世纪初期希腊独立后开始兴起的。莱斯博斯岛也一直宣传他们是乌佐酒的发源地，现在也是乌佐酒的主要产地之一。当20世纪早起，苦艾酒陷入抵制的深渊，乌佐酒和众多别的茴香酒一样，被当作苦艾酒的替代品人气大涨，迅速填补了市场的空缺。曾几何时，乌佐酒被称作“不含艾草的苦艾酒替代品”。1932年，现代乌佐酒的制造商们发明了一种方法使用铜制整流器来酿制乌佐酒，这种方法也成为当今酿酒标准。如今最大的乌佐酒制造商之一是坐落在的帕洛玛莉岛屿东南的镇子上的Varvayiannis（希臘語：Βαρβαγιάννης），这个镇子上同样出产另一款高品质的乌佐酒——Pitsiladi （希臘語：Πιτσιλαδή）。
2006年10月25日，希腊赢得了一项专利，将乌佐酒列为希腊标志性的特产。现在欧盟将乌佐酒、tsipouro酒和tsikoudia酒一起，作为一个原产地保护的一部分，禁止欧洲除希腊和塞浦路斯以外的制造商使用这些名称。

## 生产

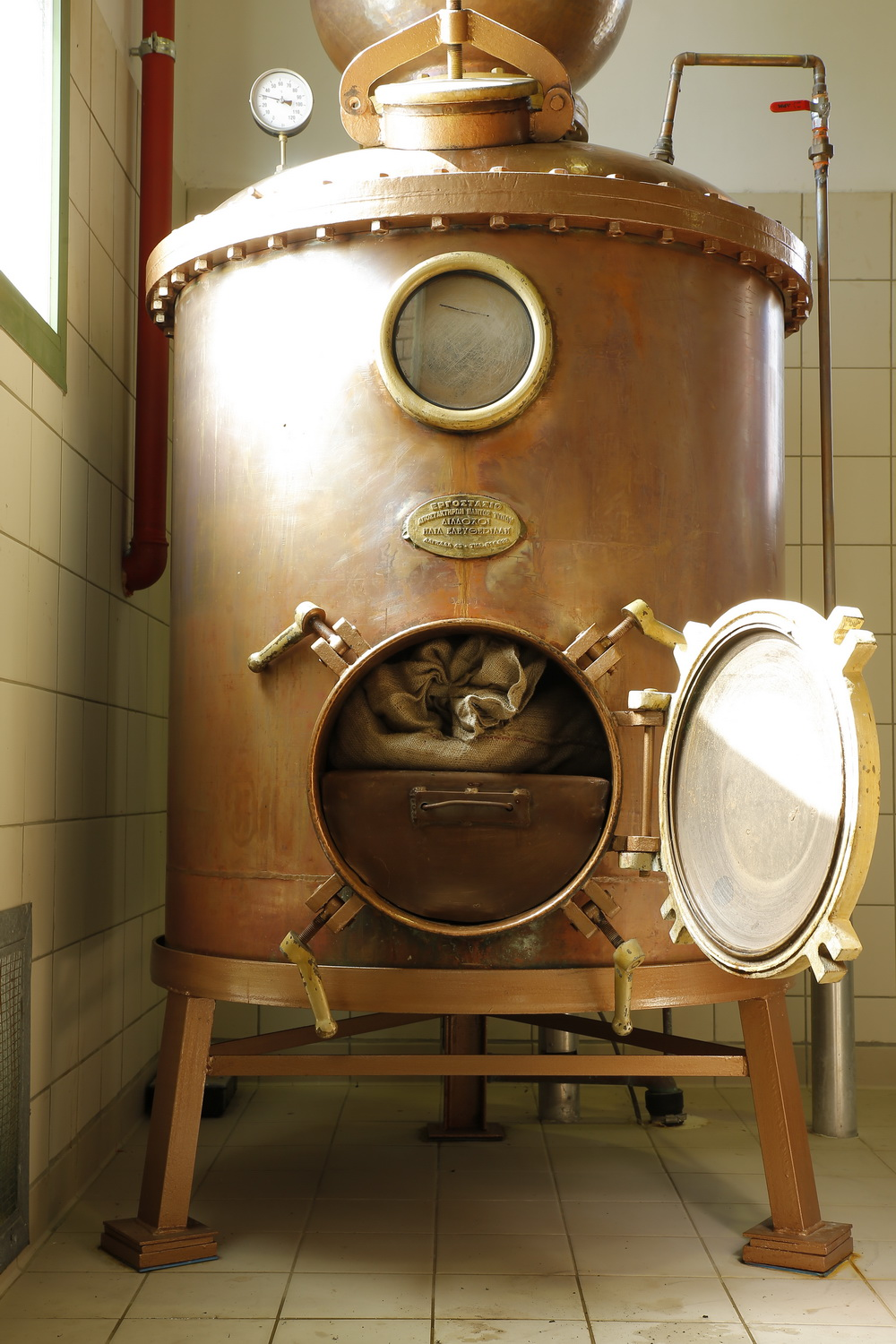
Amvikas乌佐酒

乌佐酒的酿制是从蒸馏酒精开始的。首先在铜制器皿中蒸馏度数高达96%的酒精，然后在其中加入茴香，有时为了提味还会加入其他香料比如八角、芫荽、丁香和肉桂。这些香料的配方通常被各个公司严格保密着，也使得一家出产的乌佐酒和别家有所不同。此时酿制出来的酒精原液已经具有了十足的香味，称作“香酒”（希臘語：μαγιά ούζου，而乌佐酒的酿制才刚刚开始。
高品质的乌佐酒（如Varvayiannis, Babatzim和Pitsiladis）都是100%蒸馏的。制造商在“香酒”中加入水进行稀释，从而达到最终需要的酒精浓度。而一般的乌佐酒则是通过将酒精和天然调味料兑入“香酒”，再加水稀释。希腊法律规定最终产品中“香酒”的含量不得少于20%。
在稀释的过程中，还会加入糖分，这在希腊东南地区出产的乌佐酒中更为常见。
最终乌佐酒的酒精浓度为40%至50%之间，最低允许值也至少要有37.5%。
不像tsipouro酒，乌佐酒生产中不包括发酵或多次蒸馏。

## 饮用
乌佐酒的味道与苦艾酒类似，但更柔顺，有点甘草的味道。
传统上乌佐酒的饮用方式是兑水混合后，加冰块用小玻璃杯（如子弹杯）饮用。和许多茴香类酒一样，乌佐酒中含有的茴香精油成份茴香脑溶于酒精但是不溶于水，因此乌佐酒与水混合后会悬乳化，微小的悬乳颗粒会对光产生散射，称作乌佐效应。

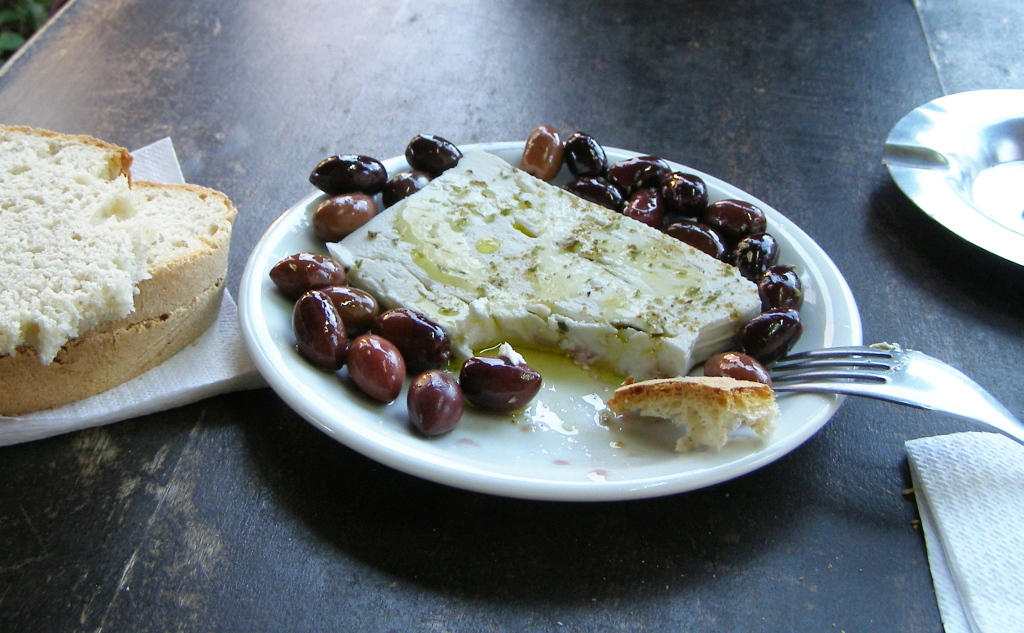
一份简单的mezes，菲達芝士加橄榄

喝乌佐酒时，习俗上会就着一小碟称作mezes的开胃菜。mezes通常包括新鲜的鱼，薯条，橄榄和羊乳奶酪。
而在其他国家，一些正宗的希腊餐馆将乌佐酒作为开胃酒出售，通常将酒冰镇后饮用，甚至允许酒中有一些冰晶。
乌佐酒通常被认为是一种烈酒，虽然其酒精浓度相对其他酒饮也不算特别高。这主要是因为乌佐酒含有糖分的原因。糖分会延缓胃对酒精的吸收，因此会对饮酒人产生误导，使他们喝下比真实酒量更多的酒，却不会感到醉意。然而累积的酒精最终会被吸收，而人也会迅速变得醉醺醺的。这也是为什么在希腊人们不喜欢不吃任何东西干喝乌佐酒的饮酒方式。

## 类似的茴香类酒
有一些酒和乌佐酒很类似，包括：亚美尼亚的Oghi酒、土耳其的拉克酒（Rakı）、法国的法国茴香酒（pastis）和黎凡特的中东亚力酒。
乌佐酒的茴香风味与其他一些茴香风味的酒也很像，如意大利的珊布卡、西班牙的茴香酒，以及度数更高的瑞士和法国等地的苦艾酒。